# زجیانگوسور
زجیانگوسازوس (نام علمی: Zhejiangosaurus) نام یک گونه از راسته پرنده‌کفلان است.